# Мехти-Заде, Юна Исмайловна
Юна Исмайловна Мехти-Заде (род. 25 апреля 1986) — российская легкоатлетка, специалистка по бегу на короткие дистанции. Выступала на профессиональном уровне в 2002—2013 годах, чемпионка Европы среди молодёжи, чемпионка России в эстафете 4 × 200 метров в помещении, победительница и призёрка первенств всероссийского значения, участница чемпионата Европы в Барселоне. Представляла Москву и Новгородскую область. Мастер спорта России международного класса.

## Биография
Юна Мехти-Заде родилась 25 апреля 1986 года. Уроженка города Боровичи Новгородской области. Занималась лёгкой атлетикой под руководством своего отца Исмаила Мехти-Заде, а также тренеров М. В. Вдовина и В. М. Дмитриева.
Впервые заявила о себе в сезоне 2002 года, когда одержала победу в беге на 100 метров на юношеских международных играх в Москве.
В 2005 году вошла в состав российской сборной и выступила на юниорском европейском первенстве в Каунасе, где вместе с соотечественницами стала серебряной призёркой в эстафете 4 × 100 метров.
В 2007 году стартовала на молодёжном европейском первенстве в Дебрецене — заняла пятое место в индивидуальном беге на 100 метров и одержала победу в эстафете 4 × 100 метров. Будучи студенткой, представляла страну на Всемирной Универсиаде в Бангкоке, где в тех же дисциплинах стала четвёртой.
На Универсиаде 2009 года в Белграде заняла шестое место в эстафете 4 × 100 метров.
В 2010 году с московской командой победила в эстафете 4 × 200 метров на зимнем чемпионате России в Москве, тогда как на летнем чемпионате России в Саранске получила серебро в беге на 100 метров. Благодаря череде удачных выступлений удостоилась права защищать честь страны на чемпионате Европы в Барселоне — здесь в дисциплине 100 метров дошла до стадии полуфиналов, в то время как в эстафете 4 × 100 метров стала четвёртой.
В 2011 году стартовала в эстафете 4 × 100 метров на Универсиаде в Шэньчжэне и заняла итоговое шестое место.
На чемпионате России 2012 года в Чебоксарах взяла бронзу в эстафете 4 × 100 метров.
Завершила спортивную карьеру по окончании сезона 2013 года.
За выдающиеся спортивные достижения удостоена почётного звания «Мастер спорта России международного класса».
В 2023 году написала книгу - автобиографию под названием "Золотая медаль или детство" Как один отец тренировал дочь к олимпиаде
https://www.ozon.ru/product/zolotaya-medal-ili-detstvo-kak-odin-otets-treniroval-doch-k-olimpiade-1196398879/